# Heidelberg
Heidelberg és una ciutat d'Alemanya situada a la vall del Neckar, al nord-oest del land (estat federat) de Baden-Württemberg. És la cinquena ciutat més gran del land (darrere Stuttgart, Mannheim, Karlsruhe i Friburg de Brisgòvia).
És coneguda principalment pel barri antic (Altstadt), pel seu castell i per la seva universitat (Ruprecht-Karls Universität Heidelberg), la més antiga d'Alemanya, fundada el 1386 per Ruprecht I, i refundada el 1803 pel duc Karl-Friedrich de Baden. Fou també un dels focus de la reforma protestant i acollí a Martí Luter el 1518. A Heidelberg també s'hi troba l'Observatori de Heidelberg-Königstuhl.
És una «ciutat independent» (kreisfreie Stadt) i al mateix temps centre del «districte Rhein-Neckar» (en alemany Rhein-Neckar-Kreis). La regió densament poblada on està situada Heidelberg es diu Rhein-Neckar-Dreieck.

## Geografia
La ciutat està situada, parcialment, al final de vall estreta del riu Neckar, que divideix la ciutat en dues meitats i transcorre d'est a oest per anar a desembocar al Rin uns 22 km més endavant, passada la ciutat veïna de Mannheim.
Al final d'aquesta vall hi ha els turons que envolten el barri antic: el Königstuhl (568 m), el més alt, i el Gaisberg (375 m).

### Barris
Heidelberg té 15 barris i 47 districtes municipals. Alguns eren antics pobles veïns que, fins a l'any 1975, va anar absorbint la ciutat.

#### El barri antic
També anomenat Altstadt (ciutat vella). És el nucli històric de la ciutat i és on es troben la major part de les zones d'interès turístic. Està situat a la banda sud del Neckar, en l'estreta franja plana que hi ha entre la llera del riu i el turó del Königstuhl.
En aquest barri hi ha el castell de Heidelberg (Heidelberger Schloß), el pont vell (Alte Brücke), les esglésies com la Heiliggeistkirche i la Jesuitenkirche, l'antiga presó dels estudiants (Studentenkarzer) o les places com ara la Karlsplatz, el Kornmarkt, la Martkplatz o la Universitätsplatz.
Al llarg de tot el barri antic, durant les quatre setmanes d'advent, s'hi instal·la el mercat de Nadal (Wehinachtsmarkt).
A l'extrem oest de l'Altstadt hi ha la plaça Bismarckplatz, que és el punt central del transport públic local i marca el final del barri.

#### El centre
Els barris al voltant de l'Altstadt i que poden considerar-se el centre de la ciutat són Bergheim, directament a l'oest del barri antic; Weststadt, al sud de Bergheim; i, parcialment, Südstadt, al sud de Weststadt, tot i que aquest últim barri pertany, administrativament, a la zona sud de la ciutat.
Bergheim i Südstadt no són zones especialment atractives des d'un punt de vista arquitectònic. D'una banda, Bergheim és una zona activa i comercial de la ciutat, amb facultats de la universitat, la biblioteca i molts altres negocis i serveis. Südstadt és una zona residencial situada al costat del cementiri Bergfriedhof, on s'hi pot veure la tomba de l'antic president de la república de Weimar i un dels pares del partit socialista SPD, Friedrich Ebert. En aquest barri també s'hi poden veure algunes restes de l'antiga base militar els Estats Units. S'han anat reformant i derruint molts dels edificis que formaven la base per trobar-hi nous usos o per ampliar el parc d'habitatges de la ciutat, que és molt escàs i hi ha molta demanda.
El barri Weststadt és una zona amb un atractiu arquitectònic més alt. És un barri d'origen burgès construït, en bona part, durant la segona meitat del segle xix.

#### Nord
Al nord del Neckar hi ha, immediatament en creuar un dels ponts, el barri de Neuenheim. A aquest barri pertany també la zona universitària de Neuenheimer Feld, on hi ha moltes de les facultats de ciències. Més al nord i ja com a límit septentrional de la ciutat, hi ha Handschuhsheim, incorporat a Heidelberg a principis del segle xx.

#### Oest
A l'oest de la ciutat hi ha tres barris. D'una banda, el barri de nova construcció anomenat Bahnstadt (per estar situada a l'altra banda de l'estació principal (Hauptbahnhof). És un barri en creixement, molt modern i amb moltes construccions de tipus passiu. Més al sud hi ha el barri de Kirchheim. Anteriorment era un poble amb una entitat administrativa pròpia. Uns altres barris a la zona oest de la ciutat són Pfaffengrund i Wieblingen.

#### Est
A l'est de l'Altstad i sense estar enganxats al nucli urbà hi trobem dos barris: al nord del riu, Ziegelhausen, i, al sud, Schlierbach.

#### Sud
A la zona sud hi ha l'antic poble i actual barri de Rohrbach. Encara més al sud i construïts a mitja llera d'un dels turons que envolten la ciutat, hi trobem els barris obrers de Boxberg i Emmertsgrund.

## Fills il·lustres
- Bianca Bianchi (1858-[...?]) cantant d'òpera.
- Hermann Meinhard Poppen (1885-1956) compositor musical.
- Theodor W. Hänsch (1941) físic, Premi Nobel de Física de 2005
- Ernst August Friedrich Ruska (1906-1988) físic, Premi Nobel de Física de 1986
- Wolfgang Ketterle (1957 -) físic, Premi Nobel de Física de l'any 2001

## Galeria d'imatges

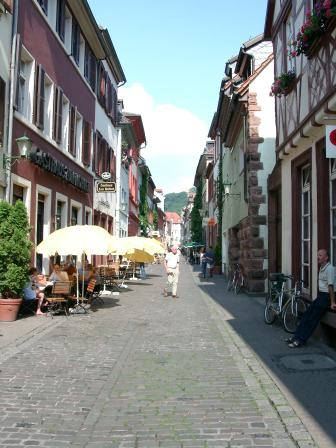
Untere Straße (carrer de baix), carrer típic de la Ciutat Vella
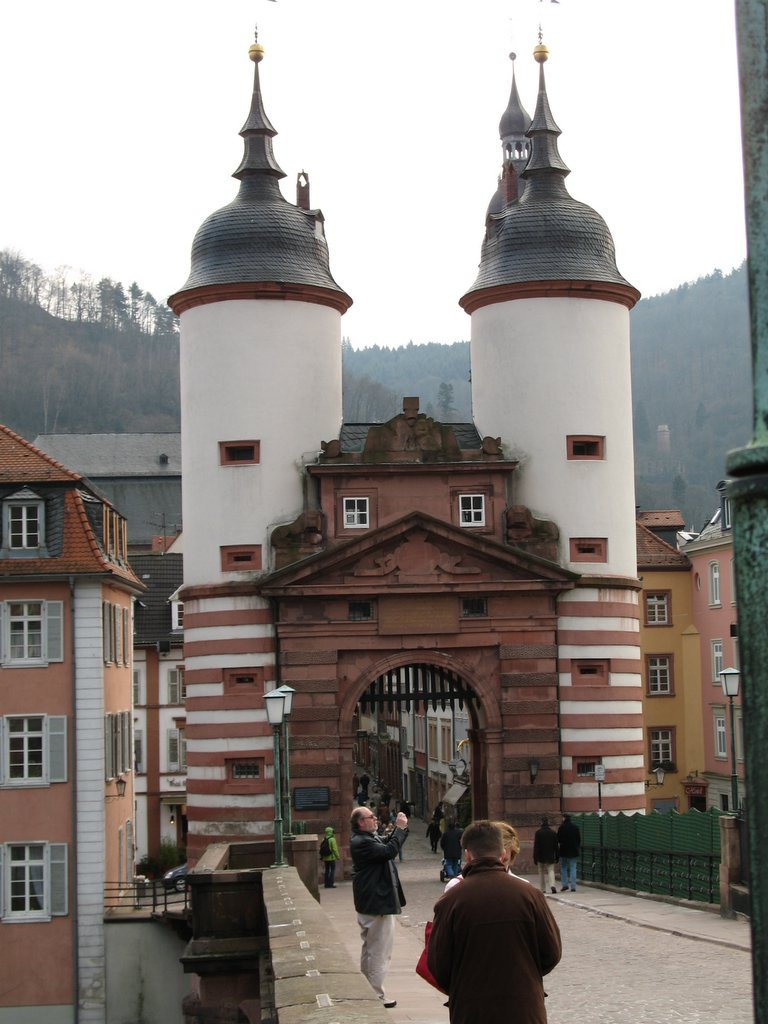
Porta del pont vell
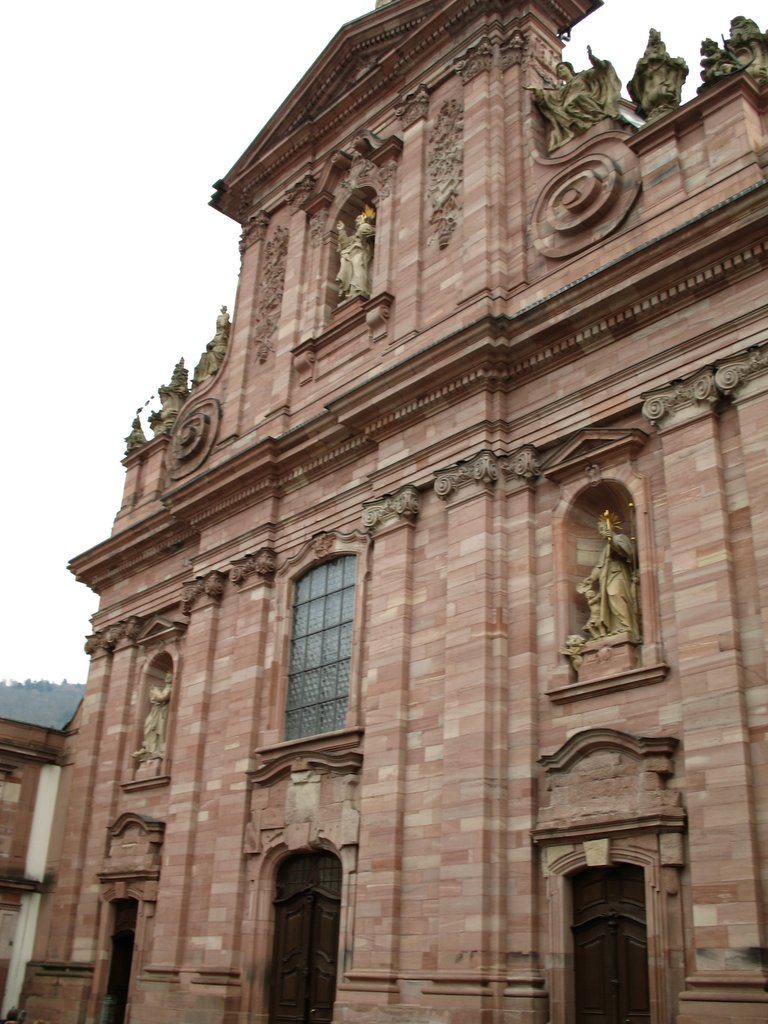
Església catòlica dels Jesuïtes

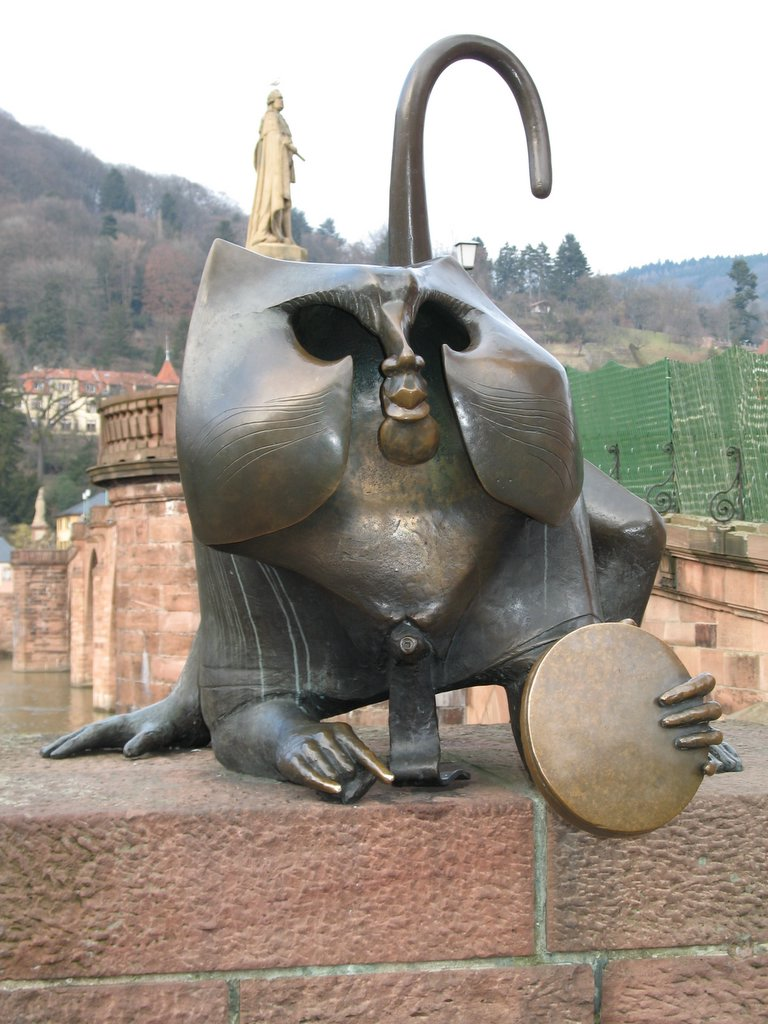
El Mico del pont, prop de la porta del pont vell
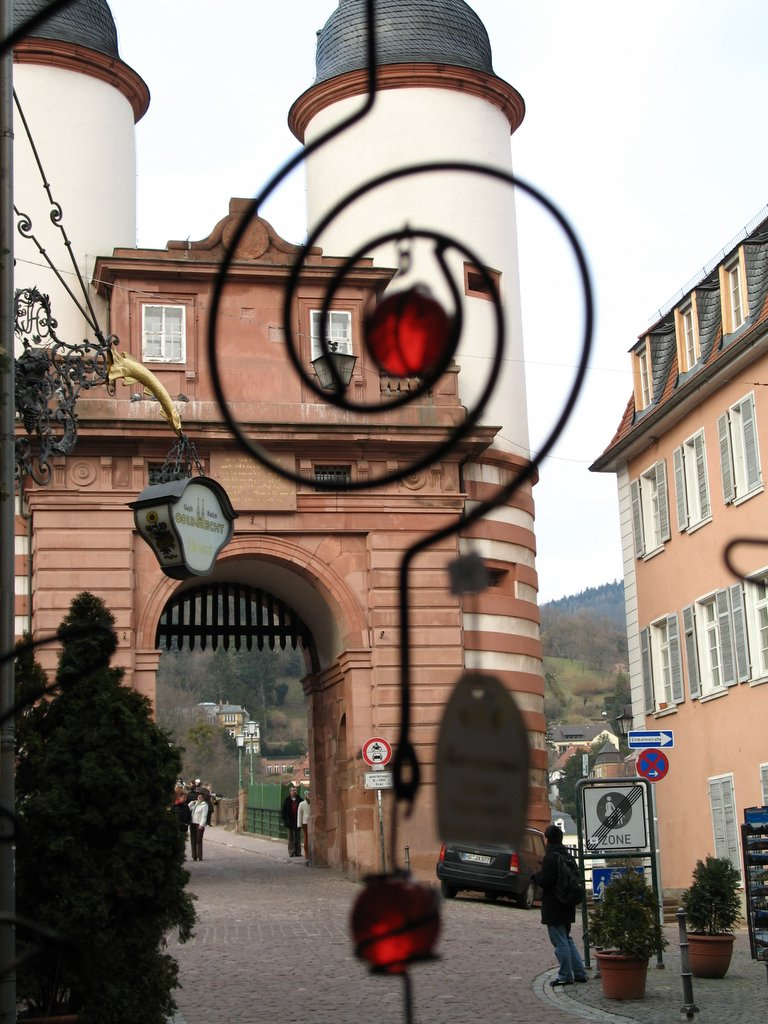
Porta del pont vell